# Хансен, Алан
А́лан Дэ́вид Ха́нсен (англ. Alan David Hansen; род. 13 июня 1955, Саучи, Клакманнаншир, Шотландия) — шотландский футболист и футбольный эксперт. Играл на позиции центрального защитника за «Партик Тисл», «Ливерпуль» и сборную Шотландии.
В 1990 году стал первым полевым игроком, выигравшим чемпионат Англии в трёх разных десятилетиях.
Как футбольный эксперт Хансен очень критично подходит к анализу игры, особенно линии защиты.

## Ранние годы
Хансен вырос в спортивной семье и делал свои первые шаги в спорте (сквош, волейбол, гольф) под руководством отца. В родном селе Хансена подавляющее большинство мальчиков играло в футбол, хотя мяч имел далеко не каждый. Его любимым футболистом в детстве был Пеле. Он получил образование в Лорншиллской Академии. В возрасте 15 лет, опаздывая на волейбольный матч, Хансен не заметил, что перед ним стеклянная дверь. Врезавшись в неё, он сильно порезался. Практически сразу к нему подошёл директор и сказал: «Смотри, не запачкай маты кровью!». Хансен пробыл в больнице 2 часа, ему наложили 27 швов, после чего у него остался шрам. Это случилось в молодёжном баскетбольном клубе, за который играл Хансен. Вскоре молодой человек подал в суд на администрацию клуба и выиграл дело. Изначально Хансен хотел стать игроком в гольф, однако свои шансы достичь успеха в футболе он расценивал как более реалистичные, поэтому в 18 лет решил продолжить заниматься футболом и стал игроком «Партик Тисл».

## Карьера игрока

### «Саучи Джуниорс»
Алан Хансен вместе со своим братом Джоном играл за молодёжный клуб под названием «Саучи Джуниорс» в шотландской Джуниор Лиге. Одним из достижений Хансена в этом клубе был наилучший результат в Шотландском Кубке OVD, где «Саучи» дошли до четвертьфинала, но проиграли там «Ньютонгрендж Стар» со счётом 2:4 в 1970 году. Также он выиграл с клубом Кубок святого Майкла среди команд из восточного региона в 1972 году. Через два года команда повторила этот успех, но уже без Хансена.

### «Партик Тисл»
Хансен отказался учиться в Абердинском университете, в связи с тем, что хотел присоединиться к своему брату Джону в «Партик Тисл». Летом, когда согласовывались условия его контракта, он в течение шести недель работал в офисе компании CGU, его отношение к этой работе было негативным. До начала выступлений за первую команду Хансен набирался опыта у своего старшего брата, Джона, который в составе «Партик Тисл» в 1971 году выиграл Кубок шотландской лиги, обыграв в финале «Селтик» со счётом 4:1. Летом 1971 года Хансен попал в поле зрения скаутов «Ливерпуля» и был приглашён на просмотр, но тогда он не удовлетворял и минимальным требованиям клуба к игрокам.
После нескольких игр за первую команду «Тисл» Хансеном заинтересовались лидеры чемпионата Англии, в том числе «Ливерпуль» Боба Пейсли. В сезоне 1975/76 Хансен сыграл 21 матч за «Тисл» и выиграл Первый дивизион шотландской Футбольной лиги, повысившись вместе с клубом в классе до шотландской Премьер-лиги. К концу следующего сезона он сыграл ещё 35 матчей за «Тисл», прежде чем перейти в «Ливерпуль». Дополнительным преимуществом перехода в «Ливерпуль», по мнению Хансена, стал тот факт, что его старое прозвище («Длинный») на «Энфилде» было забыто; болельщики «Ливерпуля» стали называть его «Жокей».

### «Ливерпуль»
Цена трансфера Хансена в «Ливерпуль» составила сто тысяч фунтов. Он дебютировал 24 сентября 1977 года в матче чемпионата Англии на «Энфилде». Соперниками «Ливерпуля» были «Дерби Каунти», мерсисайдцы выиграли с минимальным счётом, отличился Терри Макдермотт. Хансен забил свой первый гол в следующем месяце, 19 октября в Кубке европейских чемпионов (второй тур, первый матч) на «Энфилде». Он открыл счёт на 14-й минуте, и в итоге «Ливерпуль» одержал победу над клубом из ГДР, «Динамо Дрезден» (5:1).
Хансен вошёл в основной состав по ходу сезона — он не играл в финале Кубка Лиги с «Ноттингем Форест» в 1978 году, но был в составе, когда «Ливерпуль» выиграл Кубок европейских чемпионов, победив в финале «Брюгге» со счётом 1:0 на «Уэмбли», гол забил Кенни Далглиш. Хансен сыграл 18 матчей в Первом дивизионе, где «Ливерпуль» финишировал на втором месте после «Ноттингем Форест».
В следующем году команда Хансена завоевала титул чемпиона, также он полностью утвердился в качестве основного центрального защитника, когда ветеран клуба, капитан, Эмлин Хьюз был продан в «Вулверхэмптон Уондерерс».
«Ливерпуль» продолжил доминировать в 1980 году уже в Премьер-лиге, а затем в 1981 году он закончил сезон, выиграв первый Кубок Лиги благодаря победе над «Вест Хэм Юнайтед» со счётом 2:1 в переигровке на «Вилла Парк». Хансен забил гол на 28-й минуте, этот мяч решил исход матча. Он также выиграл Кубок европейских чемпионов, победив в финале со счётом 1:0 «Реал Мадрид».
«Ливерпуль» завоевал чемпионский титул в 1982 году, кроме того, команда также выиграла Кубок Лиги, победив «Тоттенхэм Хотспур», Хансен пропустил этот матч из-за травмы.
В 1983 году «Ливерпуль» выиграл чемпионат и Кубок Лиги, победив в финале «Манчестер Юнайтед». В 1984 году «Ливерпуль» повторил успех, однако Хансен был вовлечён в инцидент в финале Кубка Лиги на «Уэмбли» с «Эвертоном». Игроки команды-соперника утверждали, что он рукой заблокировал удар с линии ворот. Тем не менее пенальти назначен не был. «Ливерпуль» выиграл финал после переигровки.
В следующем сезоне «Ливерпуль» выиграл Кубок европейских чемпионов, чемпионат и Кубок Лиги. В еврокубковом финале он встретился с «Ромой», матч закончился ничьей 1:1, состоялась серия пенальти, которую выиграл «Ливерпуль».
«Ливерпуль» не выиграл ни одного трофея в сезоне 1984/85, команде было запрещено играть в еврокубках после того, как в 1985 году в финале Кубка европейских чемпионов на Стадионе короля Бодуэна произошло столкновение между фанатами, в ходе которого погибло 39 болельщиков «Ювентуса». «Ливерпуль» проиграл со счётом 0:1, а Хансен никогда больше не играл в еврокубках.
Менеджер команды, Джо Фэган, ушёл в отставку после трагедии на Эйзеле. Тренером был назначен коллега Хансена по команде, Кенни Далглиш. Он отдал Хансену капитанскую повязку. В 1986 году «Ливерпуль» стал третьей командой Премьер-лиги, сделавшей дубль (чемпионство и кубок Англии) после «Тоттенхэма» в 1961 году, и «Арсенала» в 1971 году. Хансен первым поднял над головой оба трофея на правах капитана, удачно завершив сезон.
«Ливерпуль» ничего не выиграл в 1987 году, потерпев поражение в финале Кубка Лиги от «Арсенала» со счётом 2:1, а принципиальный соперник, «Эвертон», выиграл чемпионат. В 1988 году «Ливерпуль» проиграл только дважды, однако одно из этих поражений было в финале кубка Англии, где команда проиграла со счётом 1:0 «Уимблдону», это стало одной из наибольших неожиданностей сезона.
Хансен сыграл шесть матчей в сезоне 1988/89 в связи с травмой колена, а «Ливерпуль» проиграл чемпионскую гонку «Арсеналу», в очной встрече «мерсисайдцы» пропустили гол на последней минуте, в итоге победили канониры со счётом 2:0.
В апреле 1989 года вследствие трагедии на Хиллсборо погибли 96 болельщиков «Ливерпуля», Хансен был одним из тех игроков команды, на которых эта трагедия оказала особое влияние, он присутствовал на 12 похоронах и проведал многих пострадавших в больнице. «Ливерпуль» в конечном счёте выиграл кубок Англии, встретившись в финале с «Эвертоном» на «Уэмбли», но трофей поднял не Хансен, этой чести был удостоен его напарник, Ронни Уилан, который играл на позиции центрального защитника в отсутствие Хансена из-за травм последнего. Уилан сохранил капитанскую повязку до конца сезона даже после выздоровления Хансена, последний не возражал. В 1988/89 сезоне «Ливерпуль» проиграл чемпионат и потерял возможность оформить второй дубль после проигрыша «Арсеналу» на «Энфилде». Майкл Томас на последних секундах забил решающий гол.
В следующем сезоне Хансен провёл больше матчей, чем в предыдущем, но его постоянные проблемы с коленом продолжали сказываться на качестве игры. Несмотря на это, он продолжал быть капитаном «Ливерпуля». «Ливерпуль» завоевал чемпионство, которое стало восьмым для Хансена, что на тот момент было рекордом. Клуб приблизился к дублю ещё раз, но проиграл в матче полуфинала кубка Англии со счётом 4:3 «Кристал Пэлас».
Хансен не смог играть на должном уровне в сезоне 1990/91 (когда «Ливерпуль» занял второе место в лиге и остался без трофеев только в третий раз с момента прибытия Хансена в команду 14 годами ранее), и завершил карьеру в марте, через месяц после того, как Кенни Далглиш подал в отставку с поста тренера. На этом этапе Ронни Моран был исполняющим обязанности до назначения Грэма Сунесса на постоянную должность.

### Сборная Шотландии
Хансен провёл свой первый матч за сборную Шотландии 19 мая 1979 года. Джок Стейн дал ему возможность дебютировать на домашнем чемпионате Великобритании. Хозяева обыграли шотландцев со счётом 3:0. Через месяц, 2 июня, он вышел на поле «Хэмпден Парк» в товарищеском матче против действующих, на то время, чемпионов мира — сборной Аргентины. Встреча закончилась убедительной победой гостей со счётом 3:1.
Хансен был включён в заявку сборной Шотландии на чемпионат мира по футболу 1982 в Испании. Команда не смогла пройти дальше группового этапа после ничьи 2:2 со сборной СССР. Из-за случайного столкновения Хансена и его партнёра по защите, Вилли Миллера, нападающий сборной СССР, Рамаз Шенгелия вышел один на один с вратарём и забил гол, позволивший советской команде установить окончательный счёт в игре.
Хансен сыграл последний из своих 26 матчей за сборную Шотландии в 1987 году. Причиной, по которой тренер сборной, Алекс Фергюсон, не выпускал Хансена на поле, была, по его мнению, более высокая сыгранность пары Вилли Миллера и Алекса Маклиша (они оба играли в «Абердине»). Фергюсон, потрясённый внезапной смертью Джока Стейна, не взял Хансена в сборную на чемпионат мира по футболу 1986 в Мексике, сославшись на плохую форму футболиста и нежелание играть в международных товарищеских матчах перед чемпионатом мира.

### Международные матчи и голы
| Матчи и голы Алана Хансена за сборную Шотландии | Матчи и голы Алана Хансена за сборную Шотландии | Матчи и голы Алана Хансена за сборную Шотландии | Матчи и голы Алана Хансена за сборную Шотландии | Матчи и голы Алана Хансена за сборную Шотландии | Матчи и голы Алана Хансена за сборную Шотландии |
| №                                               | Дата                                            | Соперник                                        | Счёт                                            | Голы Хансена                                    | Соревнование                                    |
| ----------------------------------------------- | ----------------------------------------------- | ----------------------------------------------- | ----------------------------------------------- | ----------------------------------------------- | ----------------------------------------------- |
| 1                                               | 19 мая 1979                                     | Уэльс                                           | 0:3                                             | -                                               | Домашний чемпионат Великобритании               |
| 2                                               | 28 апреля 1982                                  | Северная Ирландия                               | 1:1                                             | -                                               | Домашний чемпионат Великобритании               |
| 3                                               | 24 мая 1982                                     | Уэльс                                           | 1:0                                             | -                                               | Домашний чемпионат Великобритании               |
| 4                                               | 29 мая 1982                                     | Англия                                          | 0:1                                             | -                                               | Домашний чемпионат Великобритании               |
| 5                                               | 15 июня 1982                                    | Новая Зеландия                                  | 5:2                                             | -                                               | Финальные матчи ЧМ-1982                         |
| 6                                               | 18 июня 1982                                    | Бразилия                                        | 1:4                                             | -                                               | Финальные матчи ЧМ-1982                         |
| 7                                               | 22 июня 1982                                    | СССР                                            | 2:2                                             | -                                               | Финальные матчи ЧМ-1982                         |
| 8                                               | 10 сентября 1980                                | Швеция                                          | 1:0                                             | -                                               | Отборочные матчи ЧМ-1982                        |
| 9                                               | 15 октября 1980                                 | Португалия                                      | 0:0                                             | -                                               | Отборочные матчи ЧМ-1982                        |
| 10                                              | 28 апреля 1981                                  | Израиль                                         | 3:1                                             | -                                               | Отборочные матчи ЧМ-1982                        |
| 11                                              | 9 сентября 1981                                 | Швеция                                          | 2:0                                             | -                                               | Отборочные матчи ЧМ-1982                        |
| 12                                              | 14 октября 1981                                 | Северная Ирландия                               | 0:0                                             | -                                               | Отборочные матчи ЧМ-1982                        |
| 13                                              | 18 ноября 1981                                  | Португалия                                      | 1:2                                             | -                                               | Отборочные матчи ЧМ-1982                        |
| 14                                              | 27 марта 1985                                   | Уэльс                                           | 0:1                                             | -                                               | Отборочные матчи ЧМ-1986                        |
| 15                                              | 2 июня 1979                                     | Аргентина                                       | 1:3                                             | -                                               | Товарищеский матч                               |
| 16                                              | 24 февраля 1982                                 | Испания                                         | 0:3                                             | -                                               | Товарищеский матч                               |
| 17                                              | 26 марта 1986                                   | Румыния                                         | 3:0                                             | -                                               | Товарищеский матч                               |
| 18                                              | 21 ноября 1979                                  | Бельгия                                         | 0:2                                             | -                                               | Отборочные матчи ЧЕ-1980                        |
| 19                                              | 26 марта 1980                                   | Португалия                                      | 4:1                                             | -                                               | Отборочные матчи ЧЕ-1980                        |
| 20                                              | 13 октября 1982                                 | ГДР                                             | 2:0                                             | -                                               | Отборочные матчи ЧЕ-1984                        |
| 21                                              | 17 ноября 1982                                  | Швейцария                                       | 0:2                                             | -                                               | Отборочные матчи ЧЕ-1984                        |
| 22                                              | 15 декабря 1982                                 | Бельгия                                         | 2:3                                             | -                                               | Отборочные матчи ЧЕ-1984                        |
| 23                                              | 30 марта 1983                                   | Швейцария                                       | 2:2                                             | -                                               | Отборочные матчи ЧЕ-1984                        |
| 24                                              | 15 октября 1986                                 | Ирландия                                        | 0:0                                             | -                                               | Отборочные матчи ЧЕ-1988                        |
| 25                                              | 12 ноября 1986                                  | Люксембург                                      | 3:0                                             | -                                               | Отборочные матчи ЧЕ-1988                        |
| 26                                              | 18 февраля 1987                                 | Ирландия                                        | 0:1                                             | -                                               | Отборочные матчи ЧЕ-1988                        |

## Стиль игры
В начале карьеры Хансен не боялся играть грубо даже в штрафной площадке, чем заставлял волноваться болельщиков. Задачи, стоящие перед каждым центральным защитником, он решал без колебаний. Он был надёжным игроком, играл без излишеств, знал, что делать в сложных ситуациях, и знал, что предпринять, дабы остановить самых техничных форвардов. Хансен показывал, как должен играть настоящий центральный защитник. Также он обладал точным пасом. Игра Хансена пользовалась уважением как среди товарищей по команде, так и среди соперников.
На пике своей карьеры он сформировал сыгранный тандем с Филом Нилом. Их взаимопонимание было на высоком уровне. Стиль игры позднего Хансена не всегда совпадал с традиционным понятием о центральном защитнике. Он находил выход из ситуации с лёгкостью, входя в подкаты только в крайнем случае, отчего его форма часто оставалась чистой после матча. Фил Нил любил спрашивать в конце матча: «Испачкался ли Алан Хансен?».
Одними из самых больших достоинств Хансена были его хорошее видение поля и футбольный интеллект. Он всегда старался увести мяч подальше от соперников. Если все игроки в полузащите были накрыты, он отдавал передачу прямо в атаку, это отличало Хансена от остальных защитников. Его также сравнивали с Францем Беккенбауэром.

## После завершения карьеры

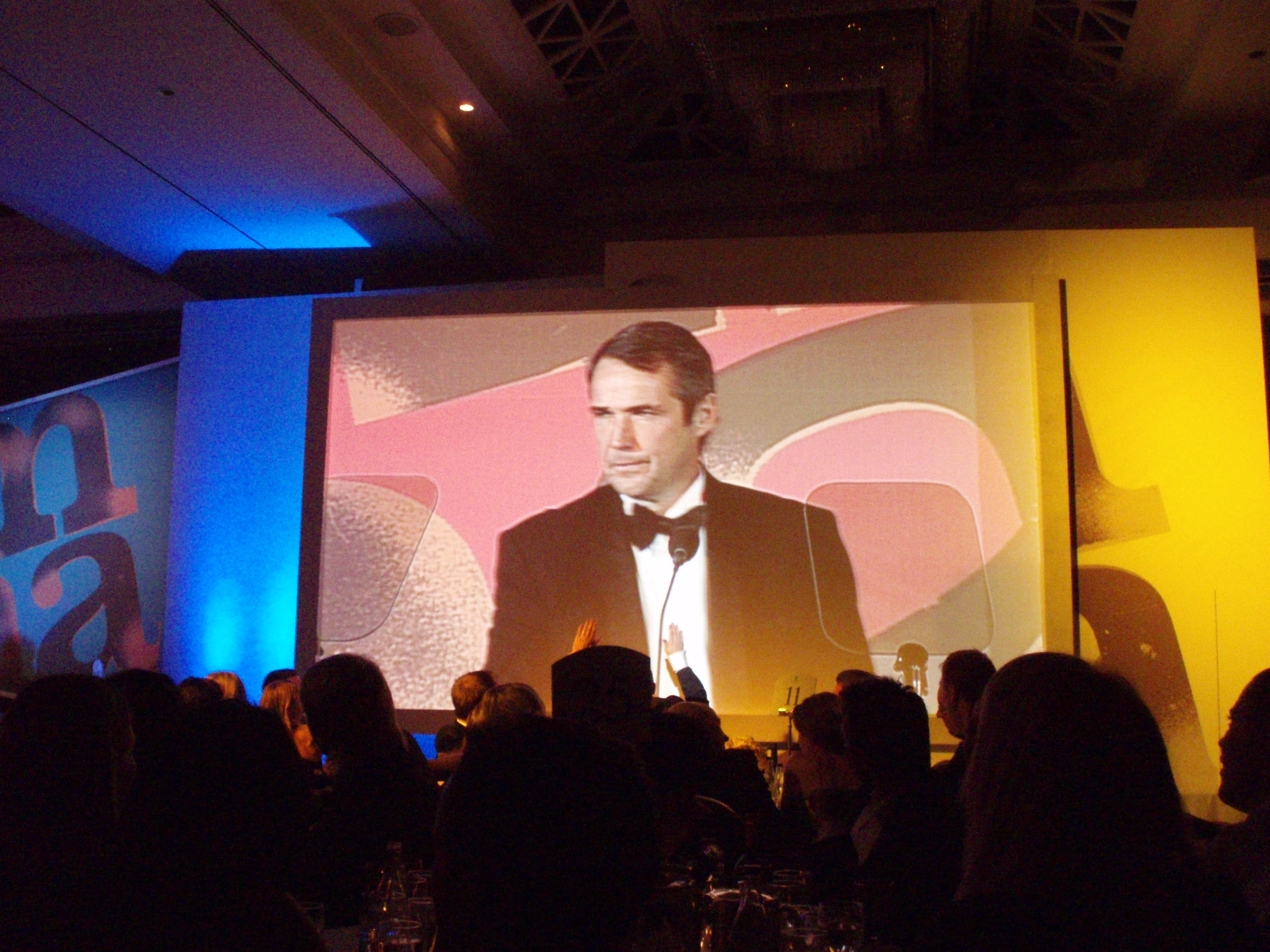
Алан Хансен вручает награды (2006 год)

Ходили слухи, что Хансен станет тренером «Ливерпуля» после того, как бывший наставник, Грэм Сунесс, покинул команду в 1994 году. Однако он исключил свою кандидатуру, заявив, что, несмотря на большую привязанность к клубу, он не заинтересован в тренерской деятельности. Новым тренером стал Рой Эванс.
После завершения карьеры в 1991 году Хансен планировал провести три месяца в отпуске. Его жена отметила, что во время своего отдыха Хансен ни разу не позвонил. Стала известна причина: он начал работать на масс-медиа. «Sky Television» наняли Хансена в качестве эксперта сразу после его окончания карьеры, и вскоре он приобрёл достаточно хорошую репутацию, чтобы перейти на BBC. Он начал работать на пятом канале, позже стал ведущим «Матча дня».
После десяти лет работы в качестве основного эксперта по футболу ВВС (компания имела права на показ матчей и их самых ярких моментов) он приобрёл репутацию спокойного, авторитетного и рационального аналитика игры, который особенно любил выделять победы с крупным счётом, различные ошибки защитников и «посредственные» выступления.
Комментируя матч Аргентины против Румынии на чемпионате мира в 1994 году, Хансен сказал, что «аргентинского защитника стоило бы застрелить за такую ошибку». В связи с тем, что за день до этого был застрелен колумбийский защитник Андрес Эскобар (это была месть за автогол, принёсший поражение сборной Колумбии со счётом 1:2 в матче против США ранее на том же турнире), BBC принесла публичные извинения за слова Хансена.
Хансен стал известен также благодаря фразе «вы не можете выиграть что-либо с детьми» (англ. you can't win anything with kids). Это было замечание в адрес «Манчестер Юнайтед» после поражения последних со счётом 3:1 в матче против «Астон Виллы» на день открытия сезона 1995/96 Премьер-лиги. После продажи опытных игроков, таких как Инс, Хьюз и Канчельскис летом 1995 года, «Манчестер» ввёл в состав несколько игроков из молодёжной команды, включая Пола Скоулза, Дэвида Бекхэма, Ники Батта и Гари Невилла. Но Хансен оказался неправ, «Манчестер» выиграл чемпионат и кубок, сделав в том сезоне дубль. Хансен продолжал повторять эти слова для создания юмористического эффекта.
Вне футбола Хансен является поклонником игры в гольф, он член гольф-клуба «Хилсайд»; регулярно приезжает в свой родной город недалеко от Аллоа в Клакманнаншире, Шотландия, чтобы поучаствовать в благотворительных турнирах по гольфу среди знаменитостей. Он вёл документальные передачи о спорте и работал на турнире Мастерс как журналист BBC. Он также появлялся в телевизионных роликах, таких как рекламы пива «Carlsberg» и супермаркетов «Morrisons». Кроме того, Хансен был обозревателем «The Daily Telegraph» и веб-сайта BBC, посвящённого футболу и вопросам на футбольную тему, также он работал в качестве спикера телеканала.

### Конфликт
21 декабря 2011 года в студии BBC обсуждалась проблема расизма в английском футболе вследствие обвинения Премьер-лигой игроков Луиса Суареса и Джона Терри. Хансен усугубил ситуацию тем, что дважды использовал слово «цветной» по отношению к чернокожему футболисту. На следующее утро BBC получила 82 жалобы, некоторые критиковали его слова в социальной сети «Twitter». Игрок «Шемрок Роверс», Рохан Рикеттс, также раскритиковал Хансена за его высказывания:

Он является частью проблемы, если использует это слово. Мы ЧЁРНЫЕ, Алан!Оригинальный текст (англ.)He is part of the problem when using that word. We are BLACK Alan!
Последний принёс свои извинения на следующий день:

Я неукоснительно извиняюсь за нанесённую обиду, это не было моим намерением, и я глубоко сожалею об использовании данного слова.Оригинальный текст (англ.)I unreservedly apologise for any offence caused – this was never my intention and I deeply regret the use of the word.

## Личная жизнь

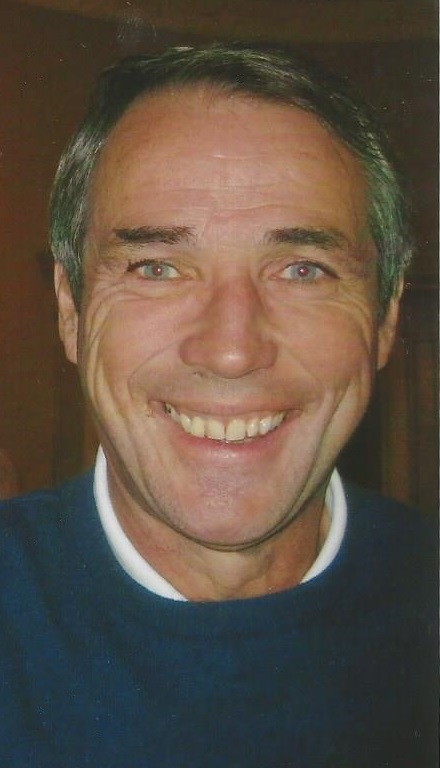
Хансен в 2012-м году

У Хансена в родословной присутствует фарерская кровь — дед Алана, Фредерик Хансен (1912—1999), родился на Фарерских островах. Алан Хансен также является дальним родственником профессионального гольфиста, Сорена Хансена, двукратного чемпиона Евротура и победителя Тура Вызова. Шурин Хансена, Нил (род. в 1969 году), также занимался футболом, в своё время Алан возлагал на него большие надежды.
Хансен живёт в Саутпорте с женой Джанет. Они вместе с 1980 года, у пары двое детей: сын Адам и дочь Люси.
Свои отпуска Хансен предпочитает проводить на курортах греческого острова Корфу. Его хобби являются скачки, что же касается футбола, то, кроме «Ливерпуля», Хансен также поддерживает «Манчестер Юнайтед». В плане музыки Хансен слушает песни американского исполнителя Билли Джоэла и группу 1970—1980-х годов «Commodores», которая играет в жанре фанк и соул. Также Хансену импонирует творчество британского актёра-комика Джона Клиза, а его любимой актрисой является бывшая американская модель Линда Картер.

## Достижения

### В качестве игрока
Партик Тисл
- Шотландский Первый дивизион: 1975/76

Ливерпуль
- Чемпион Англии (8):

«Ливерпуль»: 1978/79, 1979/80, 1981/82, 1982/83, 1983/84, 1985/86, 1987/88, 1989/90
- Обладатель Кубка Англии (2):

«Ливерпуль»: 1985/86, 1988/89
- Обладатель Суперкубка Англии (8):

«Ливерпуль»: 1977, 1979, 1980, 1982, 1986, 1988, 1989, 1990
- Обладатель Кубка английской лиги (4):

«Ливерпуль»: 1980/81, 1981/82, 1982/83, 1983/84
- Обладатель Кубка чемпионов УЕФА (3):

«Ливерпуль»: 1977/78, 1980/81, 1983/84
- Обладатель Суперкубка УЕФА:

«Ливерпуль»: 1977
- Обладатель Суперкубка ScreenSport: 1985/86

## Статистика
| Сезон                  | Команда                | Чемпионат              | Чемпионат | Чемпионат | Национальный кубок | Национальный кубок | Национальный кубок | Еврокубки | Еврокубки | Еврокубки | Другие кубки | Другие кубки | Другие кубки | Всего | Всего |
| Сезон                  | Команда                | Лига                   | Матчи     | Голы      | Лига               | Матчи              | Голы               | Лига      | Матчи     | Голы      | Лига         | Матчи        | Голы         | Матчи | Голы  |
| ---------------------- | ---------------------- | ---------------------- | --------- | --------- | ------------------ | ------------------ | ------------------ | --------- | --------- | --------- | ------------ | ------------ | ------------ | ----- | ----- |
| 1973/74                | Партик Тисл            | SPL                    | 1         | 0         | SC + SLC           | ?                  | ?                  | -         | -         | -         | -            | -            | -            | ?     | ?     |
| 1974/75                | Партик Тисл            | SPL                    | 29        | 0         | SC + SLC           | ?                  | ?                  | -         | -         | -         | -            | -            | -            | ?     | ?     |
| 1975/76                | Партик Тисл            | SPL                    | 21        | 2         | SC + SLC           | ?                  | ?                  | -         | -         | -         | -            | -            | -            | ?     | ?     |
| 1976/77                | Партик Тисл            | SPL                    | 35        | 4         | SC + SLC           | ?                  | ?                  | -         | -         | -         | -            | -            | -            | ?     | ?     |
| Всего за «Партик Тисл» | Всего за «Партик Тисл» | Всего за «Партик Тисл» | 86        | 6         |                    | ?                  | ?                  | -         | -         | -         |              | -            | -            | ?     | ?     |
| 1977/78                | Ливерпуль              | FD                     | 18        | 0         | FA + FLC           | 1+3                | 0                  | EC        | 4         | 1         | -            | -            | -            | 26    | 1     |
| 1978/79                | Ливерпуль              | FD                     | 34        | 1         | FA + FLC           | 6+0                | 1+0                | EC        | 2         | 0         | -            | -            | -            | 42    | 2     |
| 1979/80                | Ливерпуль              | FD                     | 38        | 4         | FA + FLC           | 8+5                | 0                  | EC        | 1         | 0         | -            | 1            | 0            | 53    | 4     |
| 1980/81                | Ливерпуль              | FD                     | 36        | 1         | FA + FLC           | 0+8                | 0+1                | EC        | 9         | 1         | -            | 1            | 0            | 54    | 3     |
| 1981/82                | Ливерпуль              | FD                     | 35        | 0         | FA + FLC           | 3+8                | 1+0                | EC        | 5         | 1         | -            | 1            | 0            | 52    | 2     |
| 1982/83                | Ливерпуль              | FD                     | 34        | 0         | FA + FLC           | 3+8                | 0                  | EC        | 6         | 0         | -            | 1            | 0            | 52    | 0     |
| 1983/84                | Ливерпуль              | FD                     | 42        | 1         | FA + FLC           | 2+13               | 0                  | EC        | 9         | 0         | -            | 1            | 0            | 67    | 1     |
| 1984/85                | Ливерпуль              | FD                     | 41        | 0         | FA + FLC           | 7+2                | 0                  | EC        | 10        | 0         | -            | 2            | 0            | 62    | 0     |
| 1985/86                | Ливерпуль              | FD                     | 41        | 0         | FA + FLC           | 8+7                | 0                  | -         | -         | -         | -            | 4            | 0            | 60    | 0     |
| 1986/87                | Ливерпуль              | FD                     | 39        | 0         | FA + FLC           | 3+9                | 0                  | -         | -         | -         | -            | 2            | 0            | 53    | 0     |
| 1987/88                | Ливерпуль              | FD                     | 39        | 1         | FA + FLC           | 7+3                | 0                  | -         | -         | -         | -            | -            | -            | 49    | 1     |
| 1988/89                | Ливерпуль              | FD                     | 6         | 0         | FA + FLC           | 2+0                | 0                  | -         | -         | -         | -            | -            | -            | 8     | 0     |
| 1989/90                | Ливерпуль              | FD                     | 31        | 0         | FA + FLC           | 8+2                | 0                  | -         | -         | -         | -            | 1            | 0            | 42    | 0     |
| Всего за «Ливерпуль»   | Всего за «Ливерпуль»   | Всего за «Ливерпуль»   | 434       | 8         |                    | 58+68              | 2+1                |           | 46        | 3         |              | 14           | 0            | 620   | 14    |
| Всего за карьеру       | Всего за карьеру       | Всего за карьеру       | 520       | 14        |                    | ?                  | ?                  |           | ?         | ?         |              | ?            | ?            | ?     | ?     |